# Танака, Томоми
Томоми Танака (яп. 田中 智美; род. 25 января 1988 или 25 сентября 1988, Тиба) — японская легкоатлетка, специалистка по бегу на длинные дистанции и марафону. Выступала за сборную Японии по лёгкой атлетике в 2010-х годах, участница ряда крупных международных соревнований, в том числе летних Олимпийских игр в Рио-де-Жанейро. Победительница Иокогамского женского марафона.

## Биография
Томоми Танака родилась 25 января 1988 года в городе Нарита префектуры Тиба, Япония.
Серьёзно занималась бегом ещё во время учёбы в начальной школе, затем состояла в легкоатлетической команде Университета Тамагава, неоднократно принимала участие в различных межвузовских соревнованиях. Позже представляла беговую команду страховой компании Dai-ichi Life, где проходила подготовку под руководством титулованной бегуньи Сатико Ямаситы.
Начиная с 2008 года активно стартовала на шоссе, выступала на дистанциях 5 и 10 км, а также в полумарафоне, участвовала в гонках экидэн.
В 2012 году вошла в основной состав японской национальной сборной и выступила на чемпионате мира по полумарафону в Каварне, где стала восьмой в личном зачёте и помогла японской команде выиграть бронзу в командном зачёте.
В 2013 году финишировала восьмой на Нью-Йоркском полумарафоне, стартовала на Иокогамском женском марафоне, но здесь в ходе прохождения дистанции сошла и не показала никакого результата.
В 2014 году одержала победу на Полумарафоне Ямагути, стала четвёртой на Нагойском женском марафоне, седьмой на Полумарафоне в Филадельфии, выиграла марафон в Иокогаме.
В 2015 году помимо прочего стала пятой на 10 км в Бостоне, с результатом 2:28:00 финишировала восьмой на Берлинском марафоне.
В 2016 году на марафоне в Нагое стала серебряной призёркой, уступив на финише только представительнице Бахрейна Юнис Кирва, при этом установила свой личный рекорд в данной дисциплине — 2:23:19. Выполнив олимпийский квалификационный норматив 2:45:00, удостоилась права защищать честь страны на летних Олимпийских играх 2016 года в Рио-де-Жанейро — в программе женского марафона показала время 2:31:12, расположившись в итоговом протоколе соревнований на 19 позиции.
После Олимпиады в Рио Танака отошла от активной соревновательной практики, но в 2019 году перед домашней Олимпиадой в Токио вернулась на шоссе, в частности заняла седьмое место на Осакском женском марафоне, где показала время 2:29:03.